# Электроника КР

Электроника КР-03 в собранном виде

Электроника КР — серия радиоконструкторов (наборов для самостоятельной сборки), выпускавшихся в конце 1980-х — начале 1990-х годов, и позволявших радиолюбителю собрать самодельный домашний компьютер en:Homebuilt computer. Буквы КР в названии означают «Компьютер Радиолюбителя». В серию входили радиоконструкторы «Электроника КР-01»... «Электроника КР-04» позволяющие собрать компьютер полностью или частично совместимый с популярным радиолюбительским компьютером Радио 86РК. Также в эту серию входил радиоконструктор «Электроника КР-05», позволяющий собрать клон игрового компьютера ZX-Spectrum.
Но наборы Электроника КР, ввиду существенной сложности микропроцессорной техники, были по сути полуфабрикатами, так как содержали полностью готовую настроенную печатную плату и клавиатуру, а иногда блок питания и даже корпус. От радиолюбителя реально требовалось только воткнуть шлейф клавиатуры в разъём на плате и подпаять провода питания, что доступно и малокомпетентному человеку. Для столь сложных конструкций это было вполне разумно и позволило обзавестись самым дешёвым бытовым компьютером не только опытным радиолюбителям.
Производители конструктора:
- Ульяновский радиоламповый завод (УРЛЗ)
- Завод «Электроприбор», г. Чебоксары
- Завод «Копир», Марийская АССР, г. Козьмодемьянск

## Модели

### КР-01
Клавиатура Электроники КР-01 была выполнена из отдельных клавиш, которые были смонтированы на металлической раме. В отличие от последующих моделей, матрица клавиш полностью соответствовала оригиналу «Радио-86РК», благодаря чему обеспечивалась совместимость со всеми программами для него. Но данная модель выпускалась недолго.

### КР-02 и КР-03

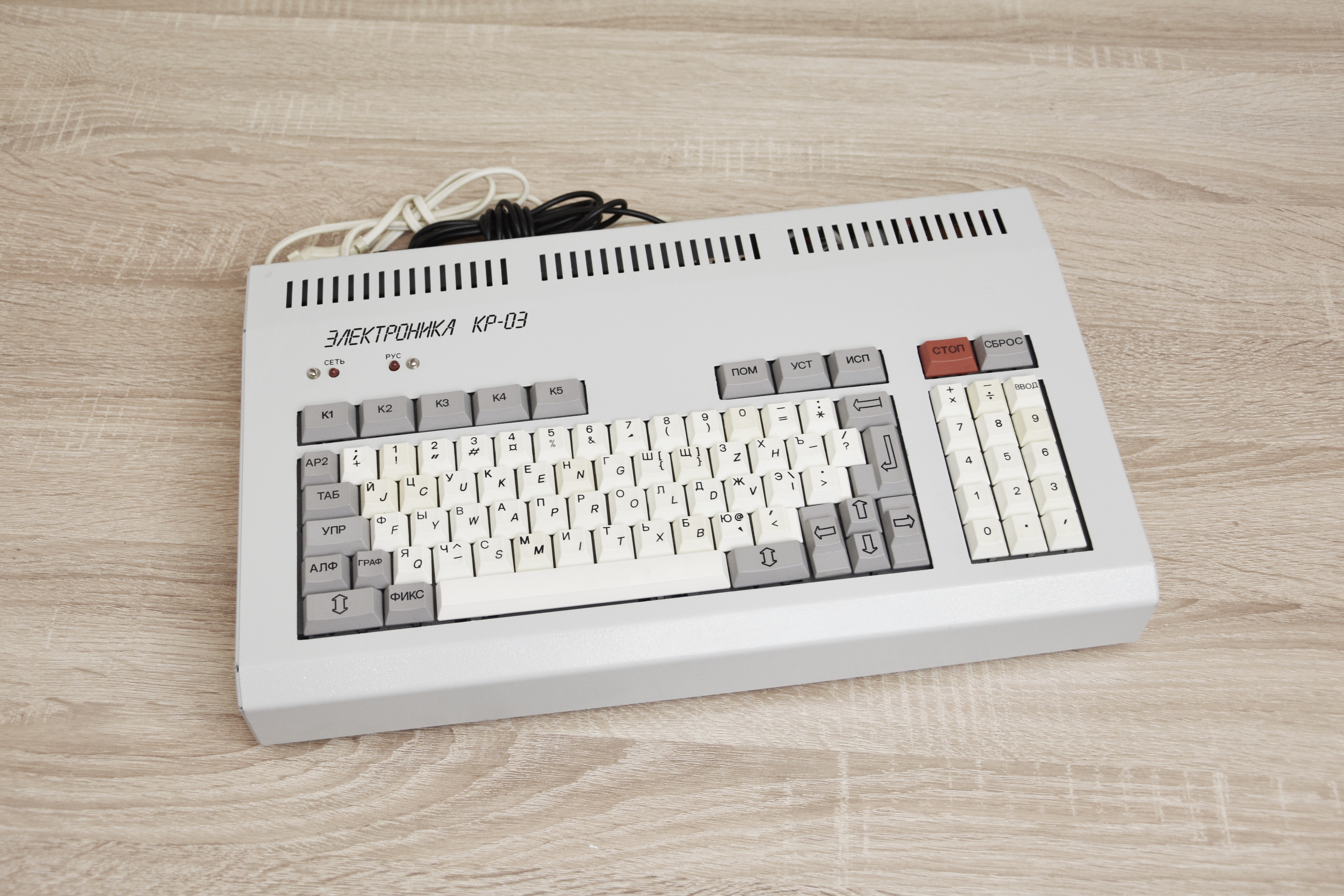
Электроника КР-03М поставлялся с корпусом

«Электроника КР-02» и «КР-03» представляли собой стандартный «Радио-86РК» с 2 Кб ПЗУ и 16 Кб оперативной памяти.
Печатная плата отличалась от платы Радио-86РК лишь установкой разъёмов для клавиатуры, в самой схеме компьютера изменений не было.

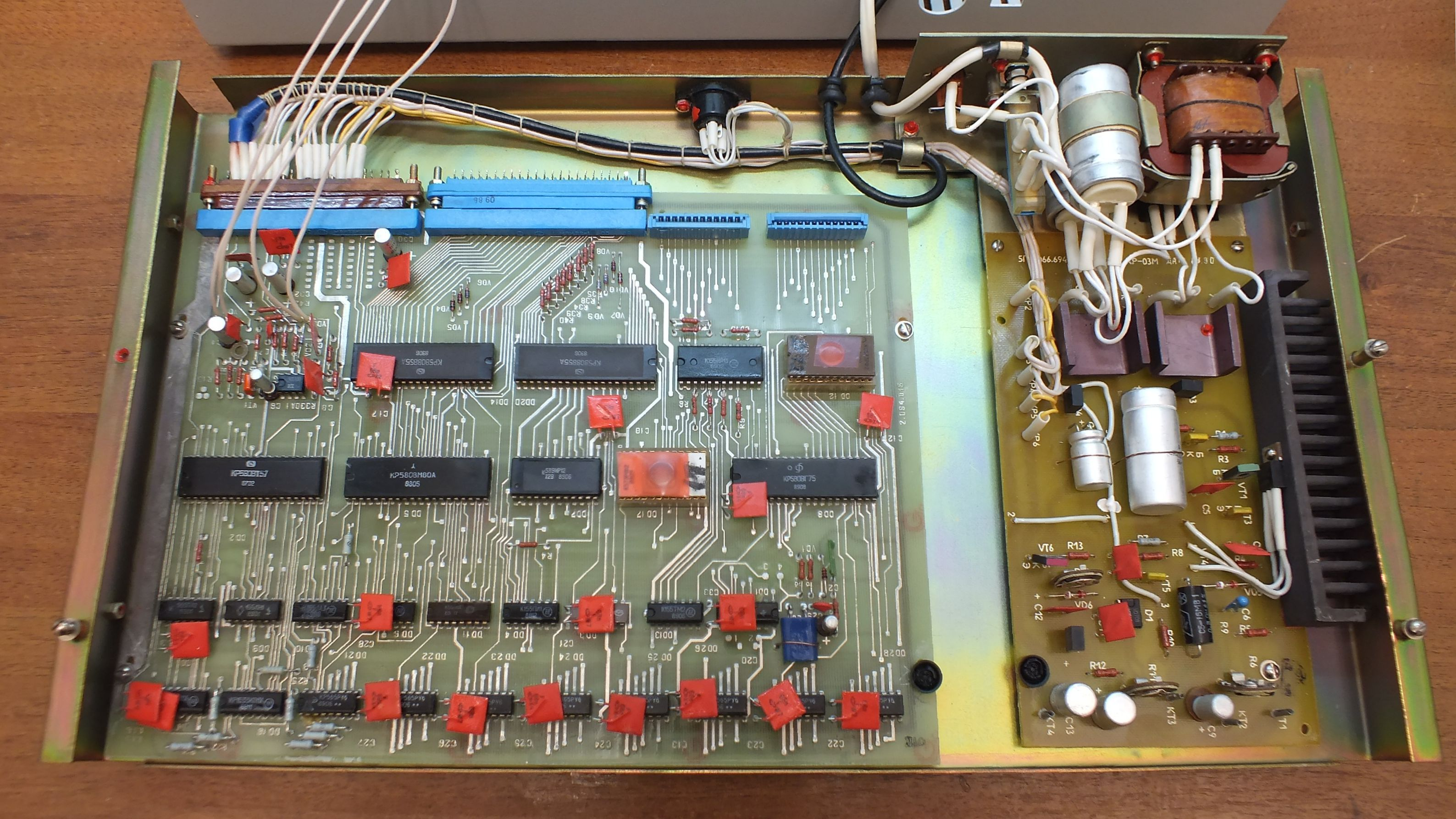
Электроника КР-03 со снятой клавиатурой

 В комплект входила печатная плата с компонентами, блок питания, блок клавиатуры «Электроника МС7007» (аналогичный используемому в компьютере УКНЦ). В комплект не входил корпус компьютера, однако было металлическое шасси, к которому крепились платы компьютера и блока питания, а также клавиатура. Клавиатура МС7007 подключалась по несовместимой схеме, что приводило к несовместимости с частью РК-игр. Для работы с этой клавиатурой код ПЗУ РК86 был изменён. Позднее в журнале «Радио» 12.1991 была опубликована совместимая схема подключения клавиатуры «Электроника МС7007», с которой можно было использовать игры с прямым чтением матрицы клавиш, что позволяло доработать эти конструкторы до полной совместимости.
Конструктор «Электроника КР-03» производства завода «Копир» выпускался в варианте с 32 КБ оперативной памяти, в котором дополнительный банк памяти в 16 КБ монтировался вторым этажом (как и предусмотрено конструкцией «Радио-86РК»). При запуске такой компьютер выдавал приветствие: «КР-03-32К». В набор «Электроника КР-03М» входил и корпус, что избавляло радиолюбителя от утомительных слесарных работ.
С набором мог поставляться либо внешний трансформаторный блок питания, либо небольшой импульсный для установки на шасси. В связи с тем, что подавляющее большинство РК-игр (более 90 %) существовало лишь в варианте на 32 Кб ОЗУ, многие владельцы «Электроники КР» с ОЗУ 16 Кб самостоятельно расширяли память до 32 Кб.

### КР-04

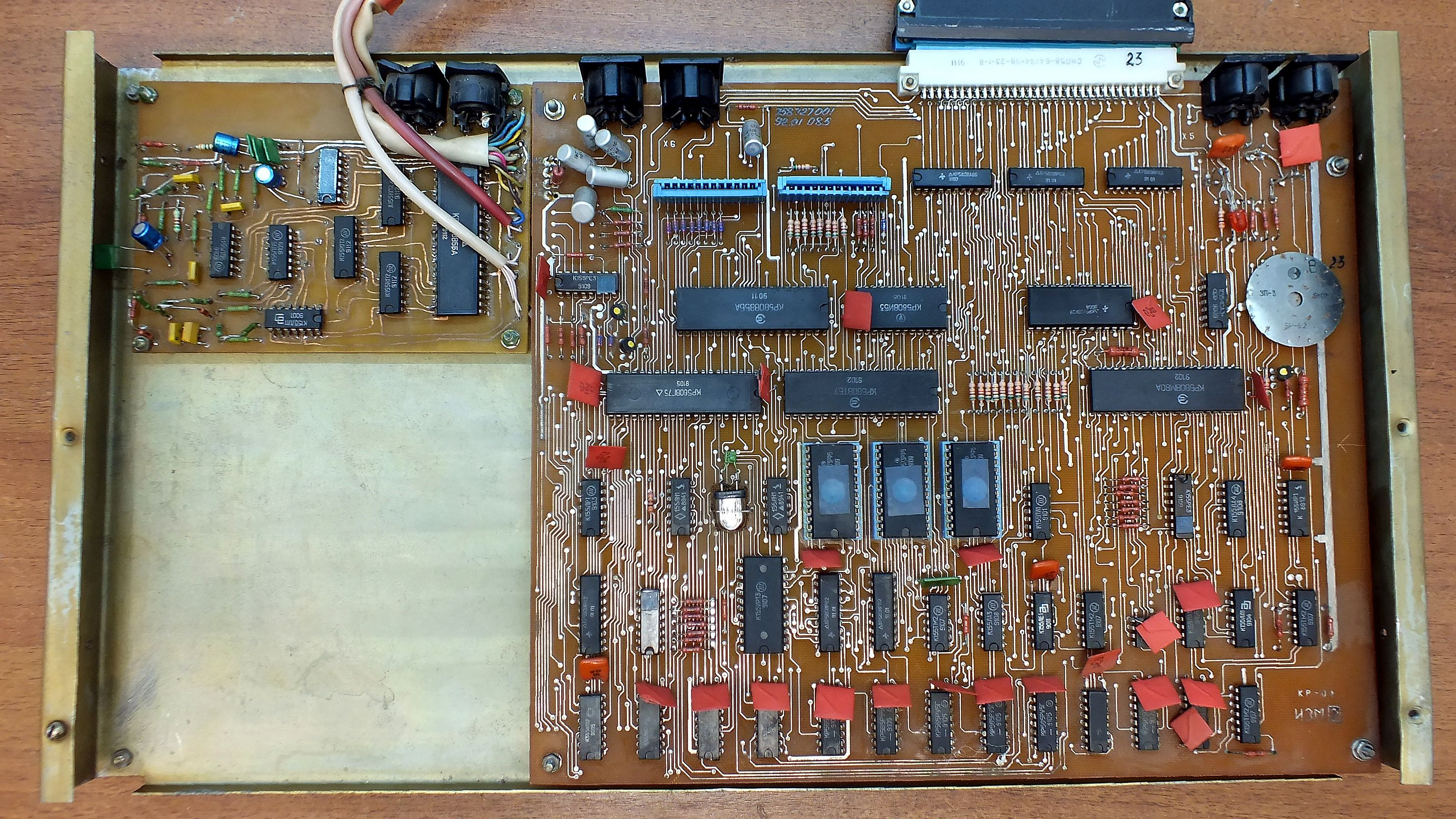
Электроника КР-04 со снятой клавиатурой

«Электроника КР-04» схемотехнически сильно отличается от всех РК-подобных компьютеров . В этом компьютере реализовано два видеорежима — чисто текстовый (с типовым включением БИС КР580ВГ75, как во всех РК-подобных), так и чисто графический видеорежим основанный на нетрадиционном использовании видеоконтроллера КР580ВГ75.
Это дало возможность программной загрузки шрифтов, число которых увеличено с одного (в РК86) до 16, для переключения которых задействованы все 4 атрибута КР580ВГ75. Это, например, позволяет режим блочно-матричной графики 192×102, вывод текстов в 8-ми битовой кодировке КОИ-8 и рисование рамок и таблиц полноценной псевдографикой. ROM-BIOS при включении текстового режима позволяет выбрать размер ОЗУ 16 Кб или 32 Кб (что определяет положение экрана и рабочих ячеек ПЗУ).
Благодаря уникальной схемотехнике, помимо стандартного монохромного текстового режима 64×25, введены два графических режима, в которых ОЗУ увеличено до 48 Кб. В первом графическом режиме компьютер реализует монохромную графику в формате 480×224 точек (где каждая из точек может быть индивидуально зажжена или погашена), при размере экранного буфера в 14 Кб. Второй режим даёт (CGA-подобную) цветную графику 240×224 в 4-х цветах. На основе этих графических режимов ROM-BIOS программно эмулирует текстовые режимы 40×25 4 цвета и 80×25 монохром. В обоих цветных режимах (текст 40×25 и 240×224) цвет задаётся на пиксель.
В монохромных режимах можно задать цвет символов и фона на весь экран (что не делает монохромные режимы цветными), аналогично текстовым режимам CGA. Цвета для монохромных и 4-х цветных режимов выбираются из палитры в 64 цвета. Подобная идея нетрадиционного использования БИС КР580ВГ75 для вывода графики реализована также в компьютере «Арго ФВ-6511».
«Электроника КР-04» обладает плохой совместимостью с «Радио-86РК», большинство игр не годятся без переделки (так как с целью расширить ОЗУ до 64 Кб адреса БИС изменены). В текстовом режиме 64×25 совместимость обеспечивается лишь на уровне точек входа в ПЗУ, расположения и формата видеопамяти. Тем не менее адаптация РК-игр не сложна (требуется лишь коррекция адресов БИС, установка совместимых режимов видеоконтроллера и переделка подпрограммы опроса клавиатуры, логику работы самих программ менять не требуется). Также при адаптации игр нужно менять константы торможения, так как «Электроника КР-04» прогоняет программы более, чем в 1.5 раза быстрее, чем оригинальный РК86.
Потенциал этого компьютера из-за слишком позднего появления не был реализован в программах. Хотя на сегодня сохранилось некоторое количество этих компьютеров, но у их владельцев практически нет программ. Частичная совместимость позволяет лишь использовать системные программы РК86 в маш.кодах (в частности редактор, ассемблер, отладчик) и РК-бейсик (что позволяет прогонять игры написанные на бейсике). 
Наличие одновременно и текстового адаптера и графического роднит данную модель с Корветом, в котором также есть и текстовый и графический адаптеры, но число микросхем в несколько раз больше.

### КР-05

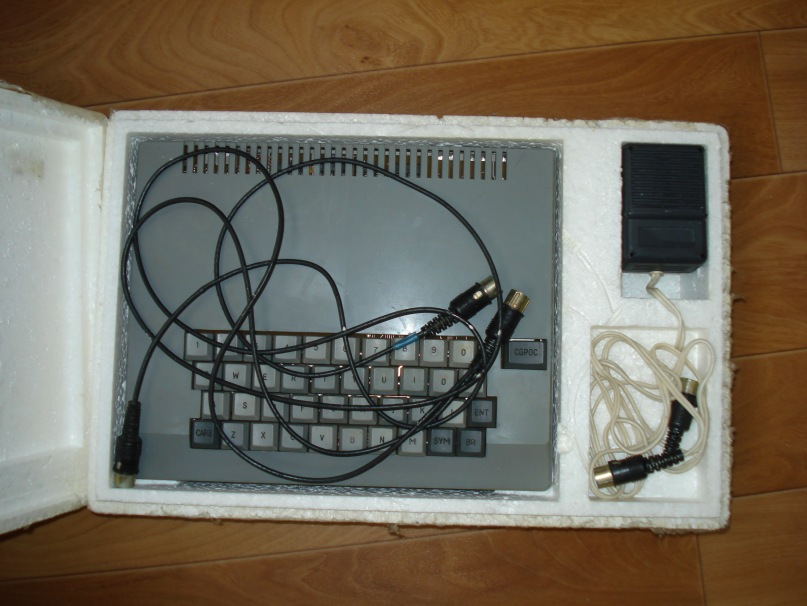
Электроника КР-05 (Производство УРЛЗ)

Данное изделие не является РК86-совместимым компьютером (упоминается здесь, чтобы по аналогии не возникало иллюзии, что КР-05 имеет какое-то отношение к РК86). «Электроника КР-05» — это клон ZX Spectrum. Печатная плата копирует печатную плату разработки С.Зонова (1988), которую любители называют «Ленинград-1», но дополнительно на этой же плате смонтирована клавиатура, и вместо двух микросхем ППЗУ, использовано 8шт. меньшей емкости. Впрочем посадочное место под две обычные для клонов ZX микросхемы постоянной памяти так же имелось, но оставалось не распаянным. Из интересных особенностей данного компьютера, можно выделить достаточно редко тогда встречающуюся комбинированную схему питания: сетевой трансформатор, понижающий до 16-18 вольт, и после него импульсный стабилизатор. Из конструктивных проблем - отсутствовала подтяжка шины данных к питанию, что вызывало зависания на некоторых программах, А так же применение в порте вывода звука и цвета бордюра микросхем серии КМ555 (с керамическим корпусом) что вызывало хаотичную смену цветов бордюра, при выводе звукового сопровождения. Обе проблемы легко лечились. Первая добавлением восьми 10-килоомных резисторов в шину данных, вторая заменой микросхемы на любой другой тип. Но попытки донести необходимость изменений до руководителей производства не увенчались успехом, по крайтей мере на Ульяновском Радиоламповом Заводе.

## О цене конструктора
Предполагалось, что цена на конструктор будет составлять 295 рублей, однако после отказа в поставке ИМС типа 565РУ3А их заменили на К581РУ4А, а после снятия с производства кнопок ПК8-27 их заменили на клавиатуру МС7007. Это вынудило изготовителей поднять цену на конструктор до 395 рублей. Даже после этого его производство осталось убыточным, однако он по-прежнему являлся самым дешёвым из промышленных клонов «Радио-86РК», обладая при этом одной из наиболее качественных клавиатур в своём классе.